# Клайд Дрекслер
Клайд Остін Дрекслер (англ. Clyde Austin Drexler, нар. 22 червня 1962, Новий Орлеан, США) — американський професіональний баскетболіст, що грав на позиціях легкого форварда і атакувального захисника за декілька команд НБА, зокрема за «Портленд Трейл-Блейзерс» та «Х'юстон Рокетс», які навіки закріпили за ним ігровий №22. Гравець національної збірної США. Чемпіон НБА, Олімпійський чемпіон 1992 року. Згодом — баскетбольний тренер та коментатор.
2004 року ведений до Баскетбольної Зали слави за особисті заслуги, а 2010 року — як учасник збірної США, яка виграла золото Олімпійських ігор 1992.

## Ігрова кар'єра

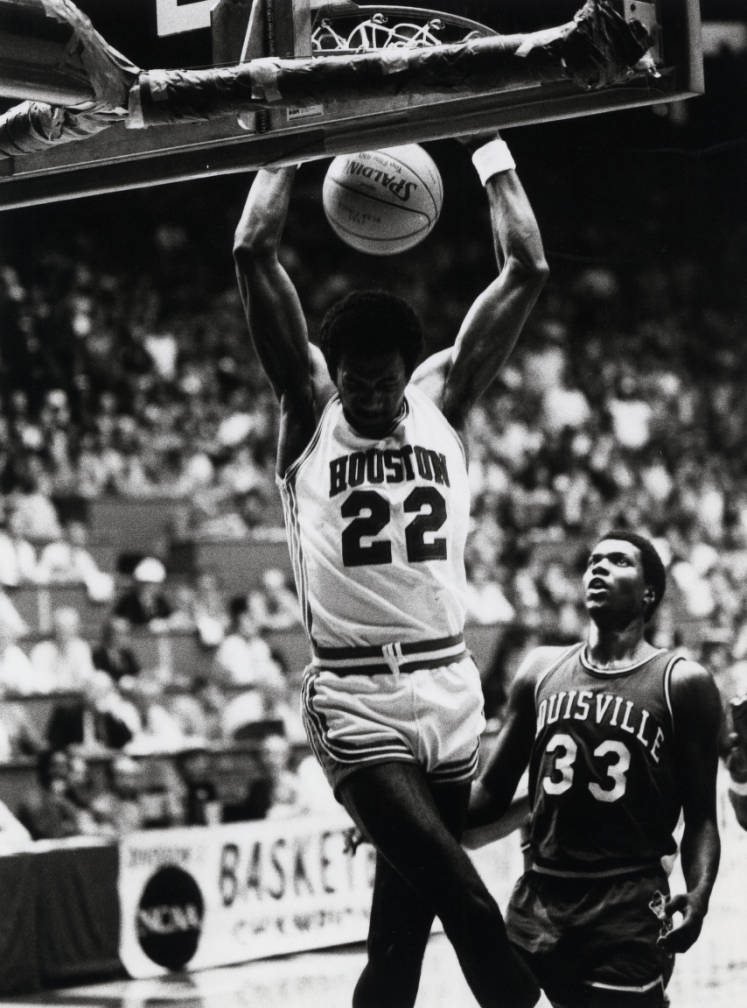
Дрекслер виконує слем-данк у складі університетської команди Х'юстона

Починав грати у баскетбол у команді старшої школи Стерлінга (Х'юстон, Техас). На університетському рівні грав за команду Х'юстон (1980–1983). Там разом з Майклом Янгом, Ларрі Мішо та Акімом Оладжувоном сформував команду, яку охрестили як Фі Слама Джама (Phi Slama Jama) за свій атлетизм та любов до слем-данків. Двічі допомагав команді доходити до фіналу чотирьох турніру NCAA, а також до фіналу 1983 року, де Х'юстон програв Північній Кароліні Стейт.
1983 року був обраний у першому раунді драфту НБА під загальним 14-м номером командою «Портленд Трейл-Блейзерс». Захищав кольори команди з Портленда протягом наступних 12 сезонів. 1986 року вперше взяв участь у матчі всіх зірок НБА, набираючи протягом сезону 18,5 очка за матч.
1990 року вивів команду до фіналу НБА, де «Портленд» програв «Детройту» в серії з п'яти матчів. Наступного року «Трейл-Блейзерс» виграли 63 матчі у сезоні, що стало рекордом франшизи, але у фіналі Західної конференції поступилися «Лос-Анджелес Лейкерс». У сезоні 1991-1992 зайняв другу сходинку в голосуванні за Найціннішого гравця НБА, поступившись лише Майклу Джордану. Того ж сезону зустрівся з Джорданом у фіналі НБА, де перемогу святкував Майкл.
1992 року став олімпійським чемпіоном у складі збірної США, яку назвали «Dream Team».
Другою і останньою ж командою в кар'єрі гравця стала «Х'юстон Рокетс», до складу якої він приєднався у лютому 1995 року і за яку відіграв 3 сезони. Там возз'єднався з Оладжувоном, з яким виступав за коледж. Того ж року став чемпіоном НБА у складі «Х'юстона».

## Статистика виступів в НБА
| † | Позначає сезон, в якому Клайд Дрекслер ставав чемпіоном НБА |
| * | Лідер ліги                                                  |

### Регулярний сезон
| Сезон              | Команда                   | GP    | GS  | MPG  | FG%  | 3P%  | FT%   | RPG | APG | SPG | BPG | PPG  |
| ------------------ | ------------------------- | ----- | --- | ---- | ---- | ---- | ----- | --- | --- | --- | --- | ---- |
| 1983–84            | «Портленд Трейл-Блейзерс» | 82    | 3   | 17.2 | .451 | .250 | .728  | 2.9 | 1.9 | 1.3 | 0.4 | 7.7  |
| 1984–85            | «Портленд Трейл-Блейзерс» | 80    | 43  | 31.9 | .494 | .216 | .759  | 6.0 | 5.5 | 2.2 | 0.9 | 17.2 |
| 1985–86            | «Портленд Трейл-Блейзерс» | 75    | 58  | 34.3 | .475 | .200 | .769  | 5.6 | 8.0 | 2.6 | 0.6 | 18.5 |
| 1986–87            | «Портленд Трейл-Блейзерс» | 82    | 82  | 38.0 | .502 | .234 | .760  | 6.3 | 6.9 | 2.5 | 0.9 | 21.7 |
| 1987–88            | «Портленд Трейл-Блейзерс» | 81    | 80  | 37.8 | .506 | .212 | .811  | 6.6 | 5.8 | 2.5 | 0.6 | 27.0 |
| 1988–89            | «Портленд Трейл-Блейзерс» | 78    | 78  | 39.3 | .496 | .260 | .799  | 7.9 | 5.8 | 2.7 | 0.7 | 27.2 |
| 1989–90            | «Портленд Трейл-Блейзерс» | 73    | 73  | 36.8 | .494 | .283 | .774  | 6.9 | 5.9 | 2.0 | 0.7 | 23.3 |
| 1990–91            | «Портленд Трейл-Блейзерс» | 82    | 82  | 34.8 | .482 | .319 | .794  | 6.7 | 6.0 | 1.8 | 0.7 | 21.5 |
| 1991–92            | «Портленд Трейл-Блейзерс» | 76    | 76  | 36.2 | .470 | .337 | .794  | 6.6 | 6.7 | 1.8 | 0.9 | 25.0 |
| 1992–93            | «Портленд Трейл-Блейзерс» | 49    | 49  | 34.1 | .429 | .233 | .839  | 6.3 | 5.7 | 1.9 | 0.8 | 19.9 |
| 1993–94            | «Портленд Трейл-Блейзерс» | 68    | 68  | 34.3 | .428 | .324 | .777  | 6.5 | 4.9 | 1.4 | 0.5 | 19.2 |
| 1994–95            | «Портленд Трейл-Блейзерс» | 41    | 41  | 34.8 | .428 | .363 | .835  | 5.7 | 5.1 | 1.8 | 0.5 | 22.0 |
| 1994–95†           | «Х'юстон Рокетс»          | 35    | 34  | 37.1 | .506 | .357 | .809  | 7.0 | 4.4 | 1.8 | 0.7 | 21.4 |
| 1995–96            | «Х'юстон Рокетс»          | 52    | 51  | 38.4 | .433 | .332 | .784  | 7.2 | 5.8 | 2.0 | 0.5 | 19.3 |
| 1996–97            | «Х'юстон Рокетс»          | 62    | 62  | 36.6 | .442 | .355 | .750  | 6.0 | 5.7 | 1.9 | 0.6 | 18.0 |
| 1997–98            | «Х'юстон Рокетс»          | 70    | 70  | 35.3 | .427 | .317 | .801  | 4.9 | 5.5 | 1.8 | 0.6 | 18.4 |
| Усього за кар'єру  | Усього за кар'єру         | 1,086 | 950 | 34.6 | .472 | .318 | .788  | 6.1 | 5.6 | 2.0 | 0.7 | 20.4 |
| В іграх усіх зірок | В іграх усіх зірок        | 9     | 4   | 18.4 | .506 | .286 | 1.000 | 4.9 | 2.6 | 1.3 | 0.7 | 10.7 |

### Плей-оф
| Сезон             | Команда                   | GP  | GS  | MPG  | FG%  | 3P%  | FT%  | RPG  | APG | SPG  | BPG | PPG  |
| ----------------- | ------------------------- | --- | --- | ---- | ---- | ---- | ---- | ---- | --- | ---- | --- | ---- |
| 1984              | «Портленд Трейл-Блейзерс» | 5   | –   | 17.0 | .429 | .000 | .857 | 3.4  | 1.6 | 1.0  | 0.2 | 7.2  |
| 1985              | «Портленд Трейл-Блейзерс» | 9   | 9   | 37.7 | .410 | .286 | .844 | 6.1  | 9.2 | 2.6  | 1.0 | 16.7 |
| 1986              | «Портленд Трейл-Блейзерс» | 4   | 4   | 36.3 | .456 | .400 | .783 | 6.3  | 6.5 | 1.5  | 0.8 | 18.0 |
| 1987              | «Портленд Трейл-Блейзерс» | 4   | 4   | 38.3 | .456 | .250 | .793 | 7.5  | 3.8 | 1.8  | 0.8 | 24.0 |
| 1988              | «Портленд Трейл-Блейзерс» | 4   | 4   | 42.5 | .386 | .500 | .724 | 7.0  | 5.3 | 3.0  | 0.5 | 22.0 |
| 1989              | «Портленд Трейл-Блейзерс» | 3   | 3   | 42.7 | .493 | .000 | .765 | 6.7  | 8.3 | 2.0  | 0.7 | 27.7 |
| 1990              | «Портленд Трейл-Блейзерс» | 21  | 21  | 40.6 | .441 | .220 | .774 | 7.2  | 7.1 | 2.5  | 0.9 | 21.4 |
| 1991              | «Портленд Трейл-Блейзерс» | 16  | 16  | 39.6 | .476 | .268 | .776 | 8.1  | 8.1 | 2.1  | 1.0 | 21.7 |
| 1992              | «Портленд Трейл-Блейзерс» | 21  | 21  | 40.3 | .466 | .235 | .807 | 7.4  | 7.0 | 1.5  | 1.0 | 26.3 |
| 1993              | «Портленд Трейл-Блейзерс» | 3   | 3   | 38.7 | .419 | .417 | .800 | 6.3  | 4.7 | 1.7  | 1.0 | 19.0 |
| 1994              | «Портленд Трейл-Блейзерс» | 4   | 4   | 39.3 | .425 | .231 | .826 | 10.3 | 5.5 | 2.0  | 0.5 | 21.0 |
| 1995†             | «Х'юстон Рокетс»          | 22  | 22  | 38.6 | .481 | .303 | .786 | 7.0  | 5.0 | 1.5  | 0.7 | 20.5 |
| 1996              | «Х'юстон Рокетс»          | 8   | 8   | 36.5 | .415 | .265 | .765 | 7.8  | 5.0 | 2.6* | 0.5 | 16.6 |
| 1997              | «Х'юстон Рокетс»          | 16  | 16  | 38.9 | .436 | .373 | .778 | 5.6  | 4.8 | 1.6  | 0.4 | 18.1 |
| 1998              | «Х'юстон Рокетс»          | 5   | 5   | 36.4 | .309 | .192 | .757 | 5.4  | 4.6 | 1.6  | 0.6 | 15.0 |
| Усього за кар'єру | Усього за кар'єру         | 145 | 140 | 38.4 | .447 | .288 | .787 | 6.9  | 6.1 | 1.9  | 0.7 | 20.4 |

## Тренерська робота
1998 року став головним тренером команди «Університет Х'юстона», в якій пропрацював до 2000 року.